# Ötztal-Bahnhof
Ötztal-Bahnhof ist ein Dorf und eine Fraktion (Ortschaft) der Gemeinde Haiming im Bezirk Imst in Tirol mit 1613 Einwohnern (Stand 1. Jänner 2024).

## Geographie
Ötztal-Bahnhof liegt auf 704 m ü. A. im Oberinntal am Eingang zum Ötztal, nahe der Mündung der Ötztaler Ache in den Inn. Der Ort ist umgeben vom Haiminger Forchet und liegt rund 3 km südwestlich des Gemeindehauptortes Haiming. Zur Ortschaft gehört außerdem der Weiler Riedern.

## Geschichte

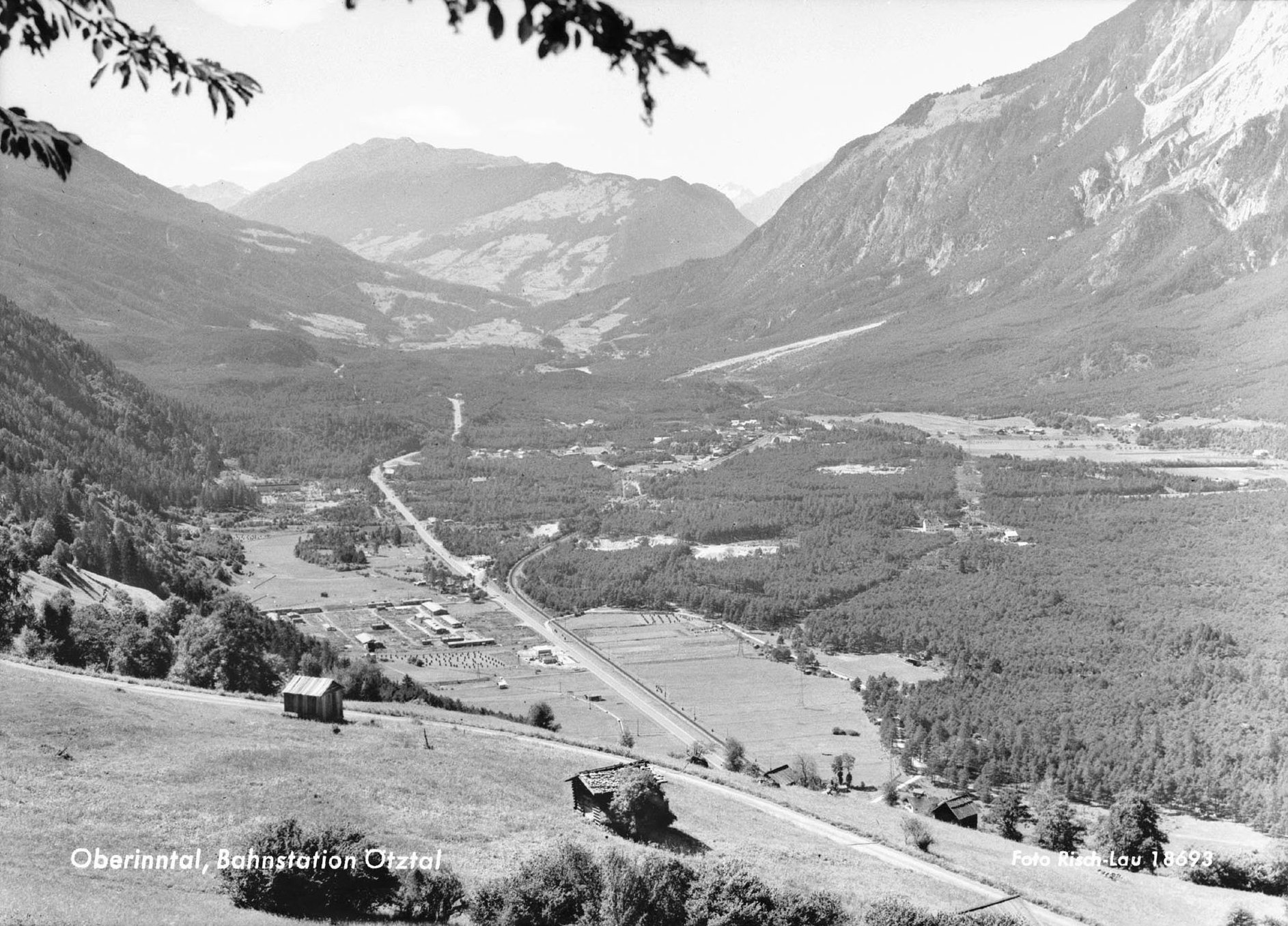
Ötztal-Bahnhof (1963)

1883 wurde an der Arlbergbahn der Bahnhof Ötztal eröffnet. Um diesen siedelten sich Gewerbebetriebe an und es entwickelte sich eine Wohnsiedlung. Als erstes größeres Gebäude wurde das Hotel Ötztaler Hof am Bahnhofplatz eröffnet. Um dem Bahn- und Hotelpersonal und den Gästen den Besuch der Sonntagsmesse zu erleichtern, wurde am Bahnhofplatz eine neugotische Lourdeskapelle errichtet, die 1914 geweiht und von der Pfarre Haiming betreut wurde. Mit dem Wachsen des Ortes (1963: 850 Einwohner) wurde die Kapelle zu klein und eine neue Kirche errichtet. 1962 wurde der Grundstein für die neue Pfarrkirche Ötztal-Bahnhof gelegt, die 1964 dem hl. Josef dem Arbeiter geweiht wurde. Ebenfalls 1964 wurde die Volksschule Ötztal-Bahnhof eröffnet. 1970 wurde Ötztal-Bahnhof zur Pfarre erhoben und ein Friedhof angelegt, 1971 wurde die Lourdeskapelle am Bahnhofsplatz abgerissen.

## Verkehr und Infrastruktur

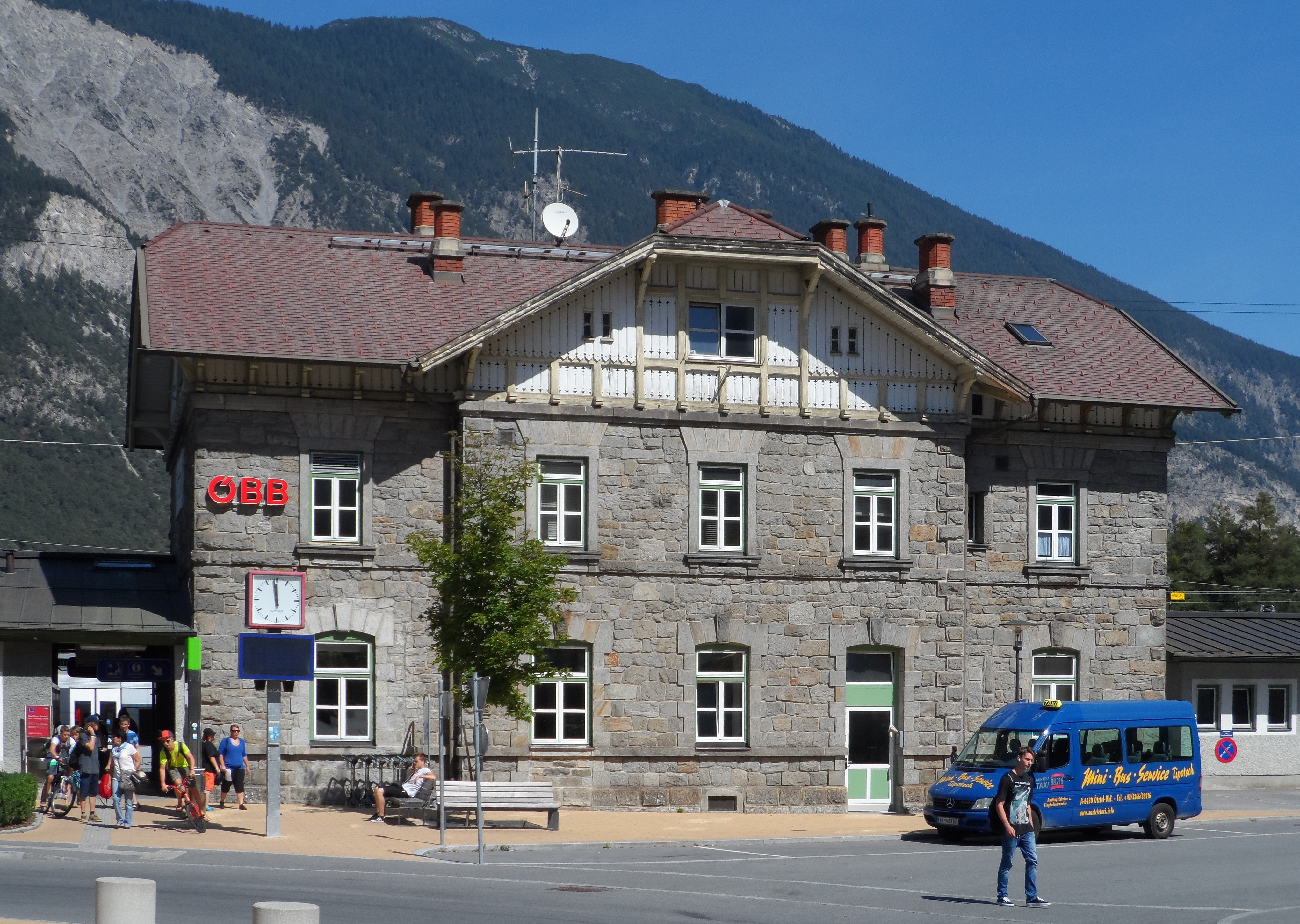
Bahnhofsgebäude

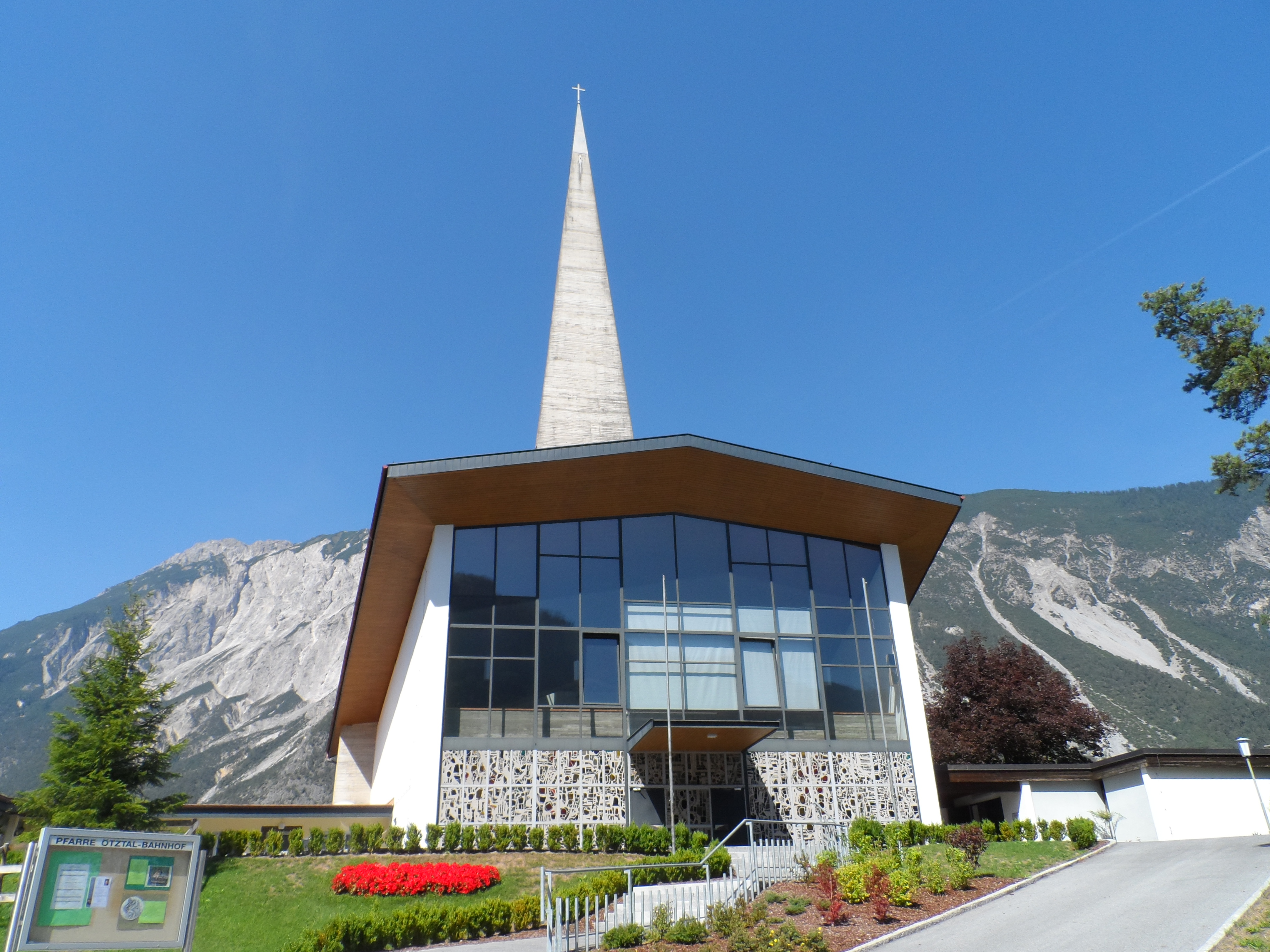
Pfarrkirche Ötztal-Bahnhof

Ötztal-Bahnhof liegt an der Tiroler Straße und an der Anschlussstelle Haiming-Ötztal der Inntalautobahn. Der Bahnhof Ötztal dient unter anderem als Umsteigeknoten zu den Bussen ins Ötztal, daher hält hier nicht nur die S-Bahn Tirol, sondern auch viele Fernzüge.
Bereits seit Längerem stellen die im Bereich des eigentlichen Bahnhofes abgestellten Individualverkehrs-Fahrzeuge ein Problem dar. 2021 kündigten daher die ÖBB an, eine Tiefgarage errichten zu wollen. 
Aufgrund der Größe und der Entfernung vom Gemeindehauptort Haiming bildet Ötztal-Bahnhof eine eigenständige Pfarre, hat eine Volksschule, eine Freiwillige Feuerwehr und ein eigenes Vereinsleben. An der Kreuzung der Tiroler Straße mit der Ötztalstraße haben sich mehrere Einzelhandelsbetriebe angesiedelt.